# Гондурас на летних Олимпийских играх 1968
Гондурас принимал участие в Летних Олимпийских играх 1968 года в Мехико (Мексика) в первый раз за свою историю, но не завоевал ни одной медали. Сборная страны состояла из 6 спортсменов (все — мужчины).

## Результаты

### Лёгкая атлетика
| Спортсмен          | Дисциплина | Первый раунд | Первый раунд | Четвертьфинал        | Четвертьфинал        | Полуфинал            | Полуфинал            | Финал                | Финал                |
| Спортсмен          | Дисциплина | Время        | Место        | Время                | Место                | Время                | Место                | Время                | Место                |
| ------------------ | ---------- | ------------ | ------------ | -------------------- | -------------------- | -------------------- | -------------------- | -------------------- | -------------------- |
| Кристобаль Коралес | 200 м      | 23,93        | 7            | Завершил выступления | Завершил выступления | Завершил выступления | Завершил выступления | Завершил выступления | Завершил выступления |
| Эмилио Бараона     | 1500 м     | 4:56,08      | 11           | Завершил выступления | Завершил выступления | Завершил выступления | Завершил выступления | Завершил выступления | Завершил выступления |
| Артуро Кордоба     | 1500 м     | 5:18,92      | 12           | Завершил выступления | Завершил выступления | Завершил выступления | Завершил выступления | Завершил выступления | Завершил выступления |
| Кловис Моралес     | 5000 м     | 18:40,13     | 14           | Завершил выступления | Завершил выступления | Завершил выступления | Завершил выступления | Завершил выступления | Завершил выступления |
| Хуан Вальядарес    | 5000 м     | 18:21,52     | 14           | Завершил выступления | Завершил выступления | Завершил выступления | Завершил выступления | Завершил выступления | Завершил выступления |
| Родольфо Эрасо     | 10 000 м   | н/д          | н/д          | н/д                  | н/д                  | н/д                  | н/д                  | DNF                  | DNF                  |